# Teddy Chevalier
Teddy Chevalier (Denain, 28 juni 1987) is een Franse voetballer die bij voorkeur als aanvaller speelt. Hij heeft een contract tot medio 2022 bij KV Kortrijk.

## Carrière
Chevalier had hij in de jeugdteams van Valenciennes FC vertoefd, maar kreeg van hoofdtrainer Antoine Kombouaré geen speeltijd in de hoofdmacht. Om meer kans te maken op speeltijd, vertrok Chevalier naar FC Gueugnon, waar hij de aanvaller op negentienjarige leeftijd debuteerde in het betaald voetbal. In januari 2009 werd de Fransman uitgeleend aan Boussu Dour Borinage, dat toen in de Belgische Derde Klasse speelde. Via de eindronde promoveerde de club op het einde van het seizoen naar de Tweede Klasse.
In de zomer van hetzelfde jaar verhuisde Chevalier naar SV Zulte Waregem. Bij de West-Vlamingen werd hij een vaste waarde. Hij scoorde dertien keer in zijn eerste seizoen voor Zulte Waregem.
Op 14 mei 2010 liep Chevalier tweedegraads brandwonden op aan zijn beide benen toen zijn auto vuur vatte tijdens het instappen en hij het vuur probeerde te blussen. Als gevolg hiervan, moest Chevalier de voorbereidingen en de eerste wedstrijden van het seizoen 2010/11 missen en speelde vervolgens een minder succesvol seizoen. In juli 2012 tekende hij na een stage voor drie seizoenen bij RKC Waalwijk.
Voorafgaand aan de competitiewedstrijd tegen ADO Den Haag, op zondag 31 maart 2013, zette trainer Erwin Koeman hem om disciplinaire redenen buiten de selectie. Chevalier zou onvoldoende inzet hebben getoond tijdens de trainingen. Na een gesprek met de coach kreeg hij te horen ook voor het duel tegen PEC Zwolle te zijn gepasseerd. Na afloop van het seizoen verbraken RKC en Chevalier het contract.
In mei 2013 trekt de Fransman opnieuw richting West-Vlaanderen. Hij tekent een contract bij KV Kortrijk waar hij zich ontpopt tot de lieveling van de thuisaanhang. Samen met Ivan Santini vormt hij een succesvol spitsenduo. Na 2 uitstekende seizoenen bij de Kerels vertrekt hij voor zo'n 750.000 euro naar Çaykur Rizespor in Turkije. Maar daar kent hij een moeilijk seizoen. In de zomer 2016 trekt de spits voor 2 jaar naar RC Lens. Om vervolgens tijdens de winterstop van 2017 terug naar Kortrijk te verkassen.
Hij maakte zijn eerste hattrick in zijn profcarrïère op zaterdag 10 februari 2018 tijdens de wedstrijd KV Kortrijk-Royal Antwerp FC. De wedstrijd eindigde op een 4-0 overwinning voor de Kerels. Tijdens de uitzending van Extra Time enkele dagen later maakte Glen De Boeck bekend dat de Fransman bijgetekend heeft tot 2021. Zijn club KV Kortrijk bevestigde dit met een filmpje op Twitter.. Een week later kroonde Chevalier zich tot all-time topscorer van de club met zijn 15e treffer tegen Lokeren. Hij werd hiermee ook (tijdelijk) topschutter in de Jupiler Pro League Hij sloot het seizoen af als tweede in de topschuttersstand met 21 doelpunten na Hamdi Harbaoui van SV Zulte Waregem.
In de zomer van 2019 forceerde Chevalier een vertrek bij KV Kortrijk voor de Franse tweedeklasser Valenciennes FC. Hij tekende een contract tot medio 2022 bij de Noord Franse club. Na zo'n 44 matchen bij de Franse club waarbij de spits 15 keer scoorde ging Chevalier in januari 2021 voor de derde keer bij KV Kortrijk voetballen.

## Statistieken
| Seizoen         | Club                   |                    | Competitie           | Competitie | Competitie | Beker | Beker | Internationaal | Internationaal | Totaal | Totaal |
| Seizoen         | Club                   | Wed.               | Competitie           | Dlp.       | Wed.       | Dlp.  | Wed.  | Dlp.           | Wed.           | Dlp.   |        |
| --------------- | ---------------------- | ------------------ | -------------------- | ---------- | ---------- | ----- | ----- | -------------- | -------------- | ------ | ------ |
| 2006/2007       | Valenciennes B         | Vlag van Frankrijk | CFA 2                | 28         | 18         | 0     | 0     | -              | -              | 28     | 18     |
| Club totaal     | Club totaal            | Club totaal        | Club totaal          | 28         | 18         | 0     | 0     | -              | -              | 28     | 18     |
| 2007/08         | FC Gueugnon            | Vlag van Frankrijk | Ligue 2              | 12         | 0          | 1     | 0     | -              | -              | 13     | 0      |
| 2008/09         | FC Gueugnon            | Vlag van Frankrijk | Championnat National | 13         | 0          | 3     | 0     | -              | -              | 16     | 0      |
| 2008/09         | → Boussu Dour Borinage | Vlag van België    | Derde Klasse         | 5          | 2          | 0     | 0     | -              | -              | 5      | 2      |
| 2009/10         | SV Zulte Waregem       | Vlag van België    | Eerste klasse        | 34         | 12         | 2     | 1     | -              | -              | 36     | 13     |
| 2010/11         | SV Zulte Waregem       | Vlag van België    | Eerste klasse        | 30         | 4          | 6     | 0     | -              | -              | 36     | 4      |
| 2011/12         | SV Zulte Waregem       | Vlag van België    | Eerste klasse        | 30         | 3          | 4     | 0     | -              | -              | 34     | 3      |
| 2012/13         | RKC Waalwijk           | Vlag van Nederland | Eredivisie           | 29         | 8          | 2     | 3     | -              | -              | 31     | 11     |
| 2013/14         | KV Kortrijk            | Vlag van België    | Eerste klasse        | 24         | 7          | 2     | 0     | -              | -              | 26     | 7      |
| 2014/15         | KV Kortrijk            | Vlag van België    | Eerste klasse        | 37         | 12         | 2     | 0     | -              | -              | 39     | 12     |
| 2015/16         | Çaykur Rizespor        | Vlag van Turkije   | Süper Lig            | 23         | 1          | 7     | 3     | -              | -              | 30     | 4      |
| 2016/17         | RC Lens                | Vlag van Frankrijk | Ligue 2              | 2          | 0          | 0     | 0     | -              | -              | 2      | 0      |
| 2016/17         | KV Kortrijk            | Vlag van België    | Eerste klasse        | 19         | 4          | 0     | 0     | -              | -              | 19     | 4      |
| 2017/18         | KV Kortrijk            | Vlag van België    | Eerste klasse        | 40         | 21         | 4     | 0     | -              | -              | 44     | 21     |
| 2018/19         | KV Kortrijk            | Vlag van België    | Eerste klasse        | 39         | 8          | 3     | 1     | -              | -              | 47     | 9      |
| 2019/20         | Valenciennes           | Vlag van Frankrijk | Ligue 2              | 28         | 12         | 1     | 0     | -              | -              | 29     | 12     |
| 2020/21         | Valenciennes           | Vlag van Frankrijk | Ligue 2              | 16         | 3          | 0     | 0     | -              | -              | 16     | 3      |
| 2020/21         | KV Kortrijk            | Vlag van België    | Eerste klasse        | 15         | 0          | 2     | 1     | -              | -              | 17     | 1      |
| 2021/22         | KV Kortrijk            | Vlag van België    | Eerste klasse        | 4          | 2          | 0     | 0     | -              | -              | 4      | 2      |
| Carrière totaal | Carrière totaal        | Carrière totaal    | Carrière totaal      | 425        | 116        | 37    | 8     | 0              | 0              | 464    | 124    |

1 Vandenberghe ·
5 Atemona ·
6 Mehssatou ·
7 Mbayo ·
8 Challouk ·
9 Messaoudi ·
10 Selemani ·
11 De Neve ·
12 De Vlaeminck ·
17 Gueye ·
18 Kadri  ·
20 Avenatti ·
21 Wasinski ·
22 Decoene ·
29 Regali ·
44 Silva ·
48 Montegnies ·
66 Radovanović ·
70 Bruno ·
77 Henen ·
89 Audoor ·
Coach: Edward Still